# Malice in Wonderland (film 1982)
(Malice, Malice in Wonderland)
Malice in Wonderland è un cortometraggio di animazione del 1982, prodotto e diretto da Vince Collins.

## Trama
Un coniglio bianco a propulsione entra in un buco del terreno che si trasformerà nel corpo di una donna.
Il film è un susseguirsi di metamorfosi e viaggi interiori sulle note di Alice nel Paese delle Meraviglie.